# Angat Watershed Forest Reserve
Das Angat Watershed Forest Reserve ist ein Wasser- und Landschaftsschutzgebiet auf der Insel Luzon in den Philippinen. Es umfasst eine Fläche von 57.891 Hektar und liegt an der östlichen Grenze der Provinz Bulacan, auf dem Gebiet der Gemeinden Doña Remedios Trinidad, Norzagaray und San Jose del Monte City. Es ist die wichtigste Quelle zur Wasserversorgung der 12 Millionen Einwohner zählenden Hauptstadtregion Metro Manila. Mit dem Präsidenten-Erlass Nr. 391 wurde es am 30. April 1968 eingerichtet.
Das Angat Watershed Forest Reserve erstreckt sich im Bergland der Sierra Madre, ca. 35 km nordwestlich von Manila, bis in die Gipfelregionen des 1.187 Meter hohen Mount Oriod. Es zieht sich entlang des Angat, ein Nebenfluss des Pampanga, und des durch den Angat-Staudamm aufgestauten Angat-Sees. Es umfasst das kleinere ca. 6.672 Hektar große Angat Pilot Project Watershed Forest Reserve im Süden des Landschaftsschutzgebietes. Es ist eines der südlichen Naturschutzgebiete im Sierra-Madre-Biosphären-Korridor.
Im Landschaftsschutzgebiet wachsen große geschlossene Flachlandregenwälder, die von Flügelfruchtgewächsen dominiert werden, die ein Höhenband von 490 bis 920 Meter belegen. Die geschlossenen Wälder trennen Gebiete, in denen Bambuswälder und Heide und Grasland wachsen. Die Bodenbeschaffenheit wird als nährstoffarme Böden bezeichnet, es fehlen Humusböden.
Es leben in diesem Schutzgebiet das Philippinische Pustelschwein, der philippinische Verwandte des Javaneraffen und der Philippinenhirsch. An Vogelbeständen sind der Philippinenhaubenadler, der Streifenuhu, verschiedene Arten von Fruchttauben und Eisvögel vorhanden. 

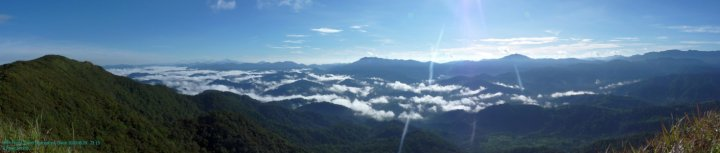
Blick auf das Schutzgebiet vom Mount Oriod

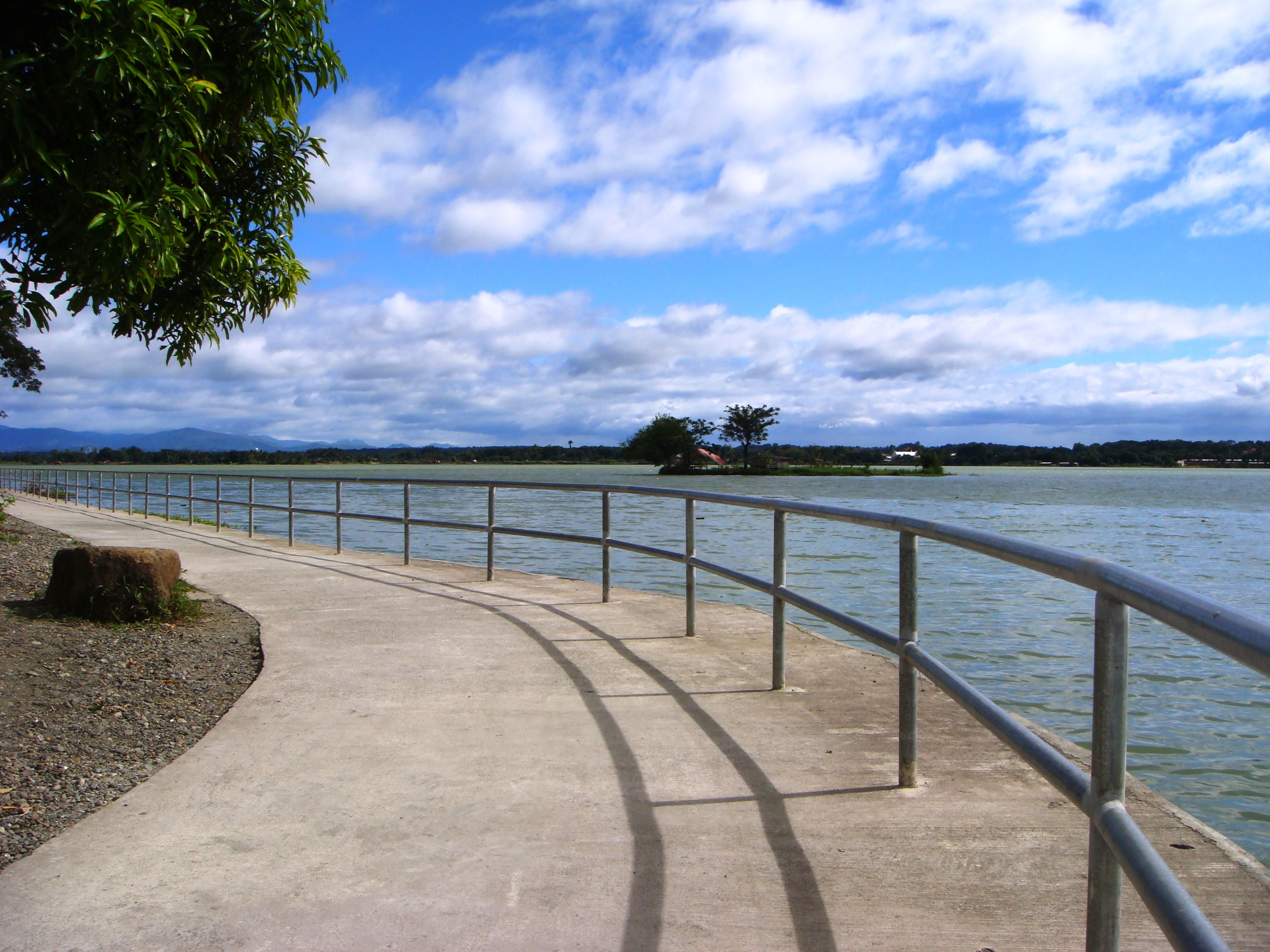
Dammkrone des Angat-Staudamms
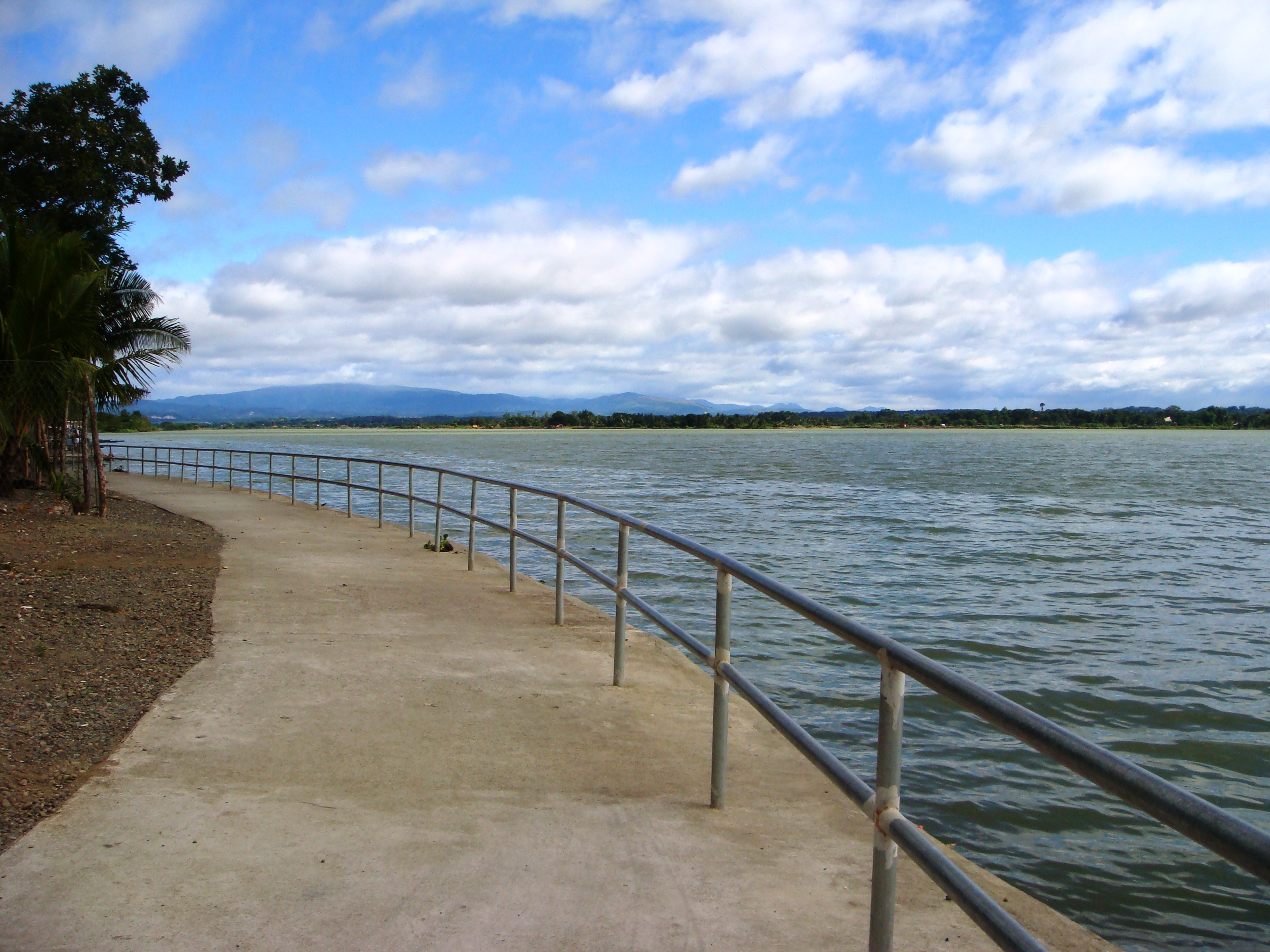
Dammkrone des Angat-Staudamms
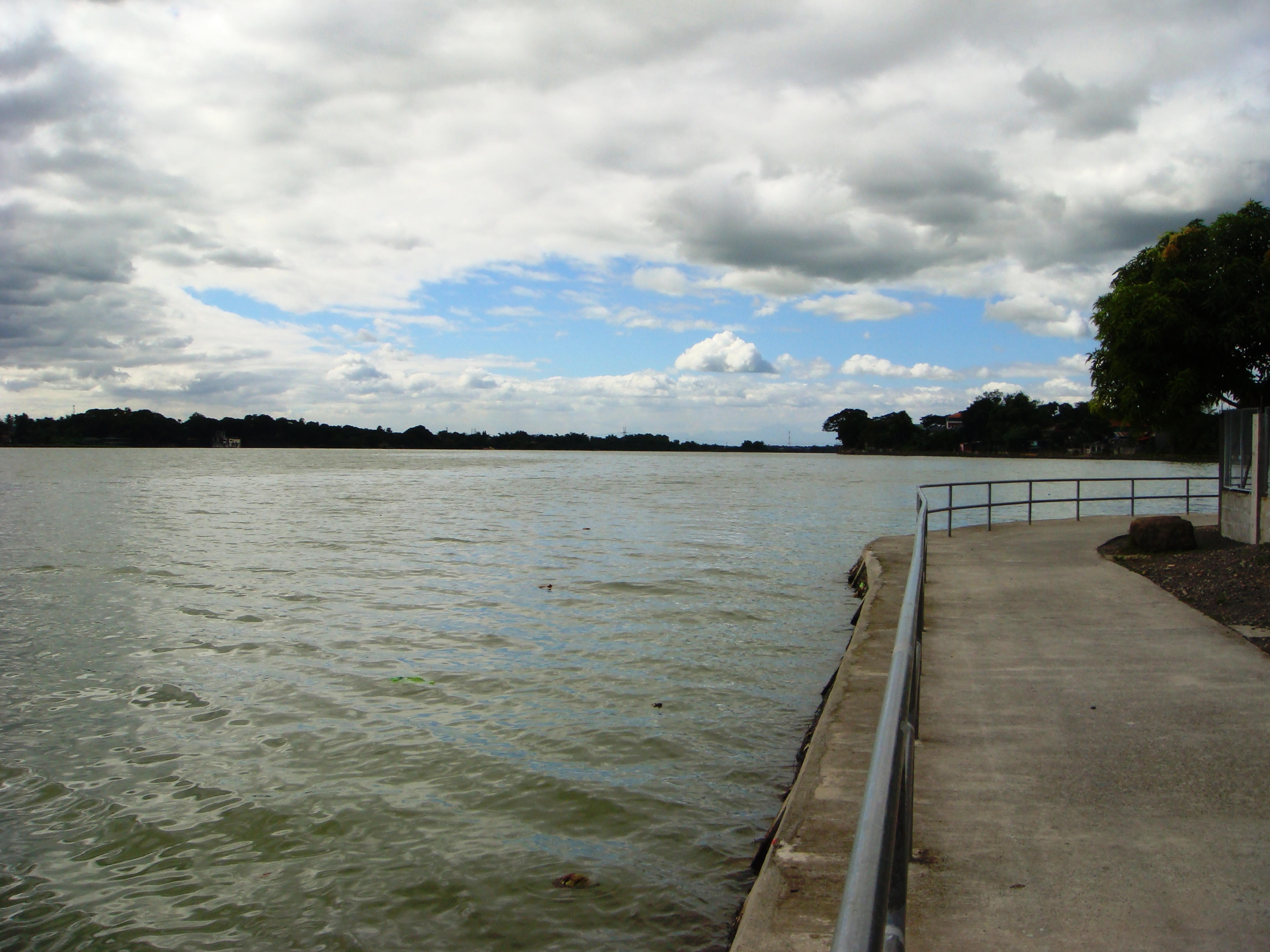
Angat-Stausee